# Zinnstiftranzen

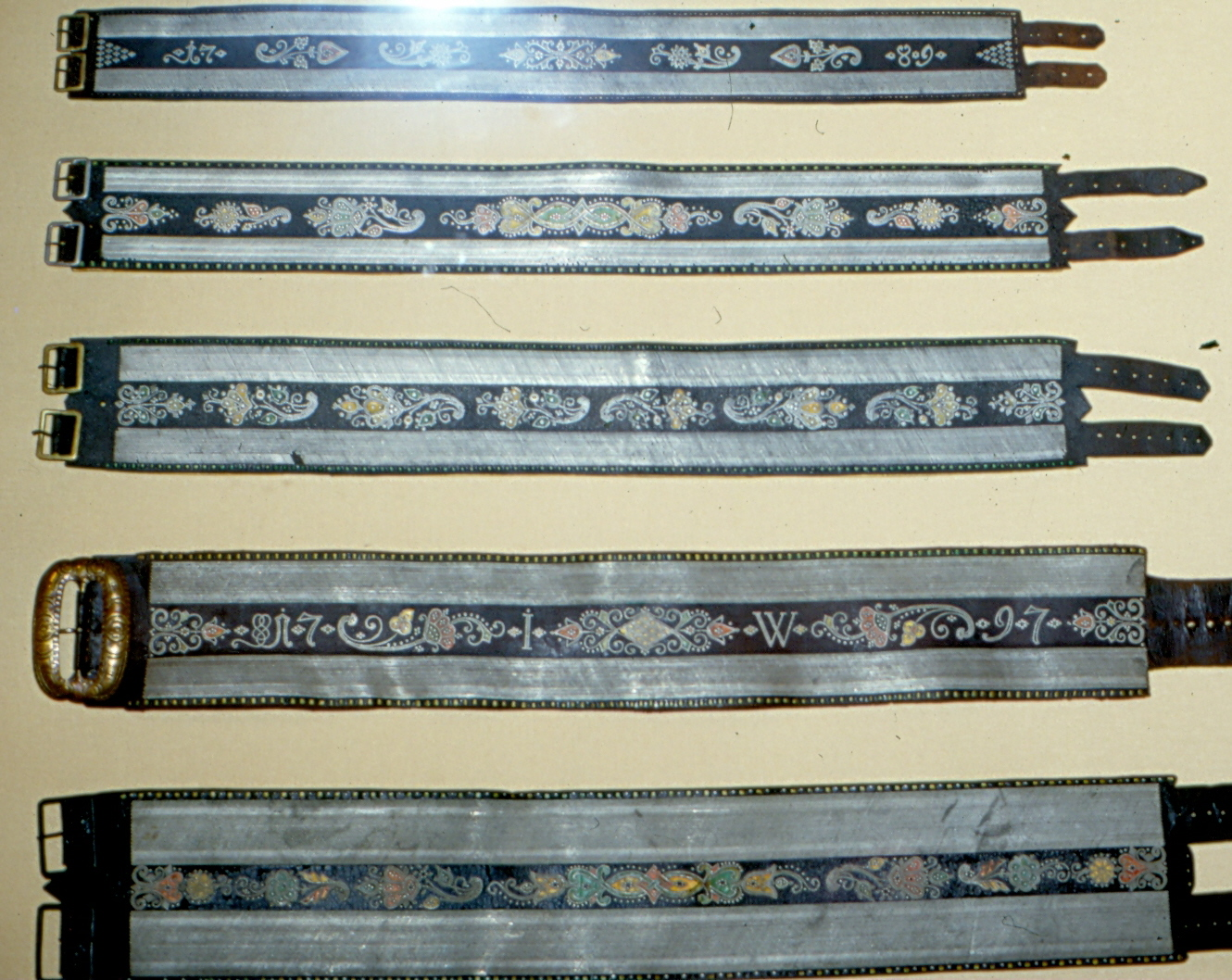
Verzierte Zinnranzen aus der Sammlung Martin

Ein Zinnstiftranzen (auch: Nagelbinde oder Zinngurt) war ein alpenländischer Ledergürtel im 18. Jahrhundert. 
Die bis zu 20 Zentimeter breiten und mit tausenden kleinen Zinnnägeln verzierten Gürtel dienten ursprünglich als Schutz und wurden später durch verschiedene Muster zum Schmuckstück, und ein wesentlicher Bestandteil der beginnenden alpenländischen Tracht. Die Herstellungszeit lässt sich zwischen 1700 und 1820 festlegen (Jahresangaben auf antiken Stücken). Heute werden einzelne Exemplare in Museen  oder Heimathäusern ausgestellt. Die meisten der gezeigten Gürtel sind jedoch mit Federkiel bestickt, welche die Zinnstifttechnik um 1820 abgelöst hat.
Die Produktion der Zinngürtel wurde um 1810 wegen der Napoleonischen Kriege eingestellt, da Zinn und  Blei für die Herstellung von Kugeln benötigt wurde, weshalb auch viele Gürtel eingeschmolzen wurden.
Über die Herstellung sind keine Erfahrungen mehr tradiert. Lange Zeit war die Kunst der Gürtelherstellung in Vergessenheit geraten. 
In Kramsach im Tiroler Unterinntal, sowie in Brixen (Südtirol) ist es in jahrelangen Versuchen gelungen, diese alte Handwerkskunst wieder aufleben zu lassen.